# Distretto di Thane
Il distretto di Thane è un distretto del Maharashtra, in India, di 8 128 833 abitanti. È situato nella divisione del Konkan e il suo capoluogo è Thane.